# Otto Wels
Otto Wels (Berlin, 1873. szeptember 15. – Párizs, 1939. szeptember 16.) német politikus, szociáldemokrata pártvezető.

## Pályafutása
Wels egy berlini vendéglős fiaként született két évvel a Német Birodalom megalakulása után. Az iskolában a tapétázó szakmát tanulta ki, és 1891-től 1906-ig ebben a szakmában dolgozott Berlinben, Regensburgban és Münchenben. Eközben 1895–97-ben katonai szolgálatot teljesített.
1891-ben, 18 évesen lépett be a szociáldemokrata pártba. 1906-tól a tapétázók szakszervezetében volt funkcionárius. 1907-ben a párt Brandenburg tartományi titkára lett. 1912-től A Reichstag apparátusában dolgozott. Az első világháború éveit is itt töltötte. 1919-ben beválasztották a Nemzetgyűlésbe. Még ebben az évben pártelnökké választották.
A Weimari köztársaság megalakulása után 1920-tól 1933-ig képviselő volt a Reichstagban. 1933. március 23-án utolsó parlamenti beszédében visszautasította a nemzetiszocialisták felhatalmazásitörvény-javaslatát. A törvényt a Reichstag a szociáldemokraták tiltakozása ellenére elfogadta, és így Hitler gyakorlatilag teljhatalmat kapott.
Májusban Wels – az akkor még népszövetségi adminisztráció alatt lévő – Saar-vidékre költözött, majd Prágába települt át, ahol részt vett az emigráns szociáldemokrata párt megszervezésében, miután a párt működése Németországban ellehetetlenült. 1933 augusztusában megfosztották német állampolgárságától.
1938-ban a müncheni egyezmény után Párizsba települt át. Itt érte a halál 1939-ben, egy nappal 66. születésnapja után.